# 柏木駿
柏木 駿（かしわぎ たかし、1930年6月23日 - ）は、日本の法学者。専門は経済法。

## 略歴
大阪府泉北郡北上神村（現・堺市西区）に生まれる。1950年福岡県立修猷館高等学校を経て、1954年九州大学法学部法律学科を卒業。1956年九州大学大学院法学研究科修士課程（私法学専攻）を修了、1959年同博士課程を満了退学。
1961年4月九州大学法学部助手を経て、同年11月名城大学法商学部法学科専任講師（労働法担当）に転じ、1963年11月法商学部が分離した法学部の助教授となる。1969年4月同教授（経済法担当）に就任。1975年4月同大学院法学研究科修士課程で英米法、1978年4月社会法を担当。1985年4月同博士課程で社会法を担当。1989年6月名城大学大学院法学研究科長に就任する。
1982年6月より1985年5月まで名城大学協議員、1985年6月より1987年5月まで名城大学附属図書館長も務めた。